# Rivula pallida
Rivula pallida är en fjärilsart som beskrevs av Alfred Ernest Wileman 1914. Rivula pallida ingår i släktet Rivula och familjen nattflyn. Inga underarter finns listade.